# 勒加遗址
勒加遗址，位于中国青海省同仁县年都乎乡曲麻村，为第四批青海省文物保护单位，公布日期为1986年5月27日，类型为古遗址。
勒加遗址的历史年代为唐汪式、卡约文化。